# عبد الله مجرشي (لاعب كرة قدم مواليد 1990)
عبد الله مجرشي لاعب كرة قدم سعودي ، يلعب في مركز الظهير الأيسر] .
لعب سابقاً لأندية حطين والاتحاد و ضمك .